# Yanglin (socken i Kina, lat 29,11, long 113,39)
Yanglin (kinesiska: 杨林, 杨林乡) är en socken i Kina. Den ligger i provinsen Hunan, i den södra delen av landet, omkring 110 kilometer norr om provinshuvudstaden Changsha.
Genomsnittlig årsnederbörd är 1 793 millimeter. Den regnigaste månaden är maj, med i genomsnitt 260 mm nederbörd, och den torraste är januari, med 49 mm nederbörd.